# Keo đen mearnsii
Acacia mearnsii là một loài thực vật có hoa trong họ Đậu. Loài này được De Wild. miêu tả khoa học đầu tiên.

## Hình ảnh

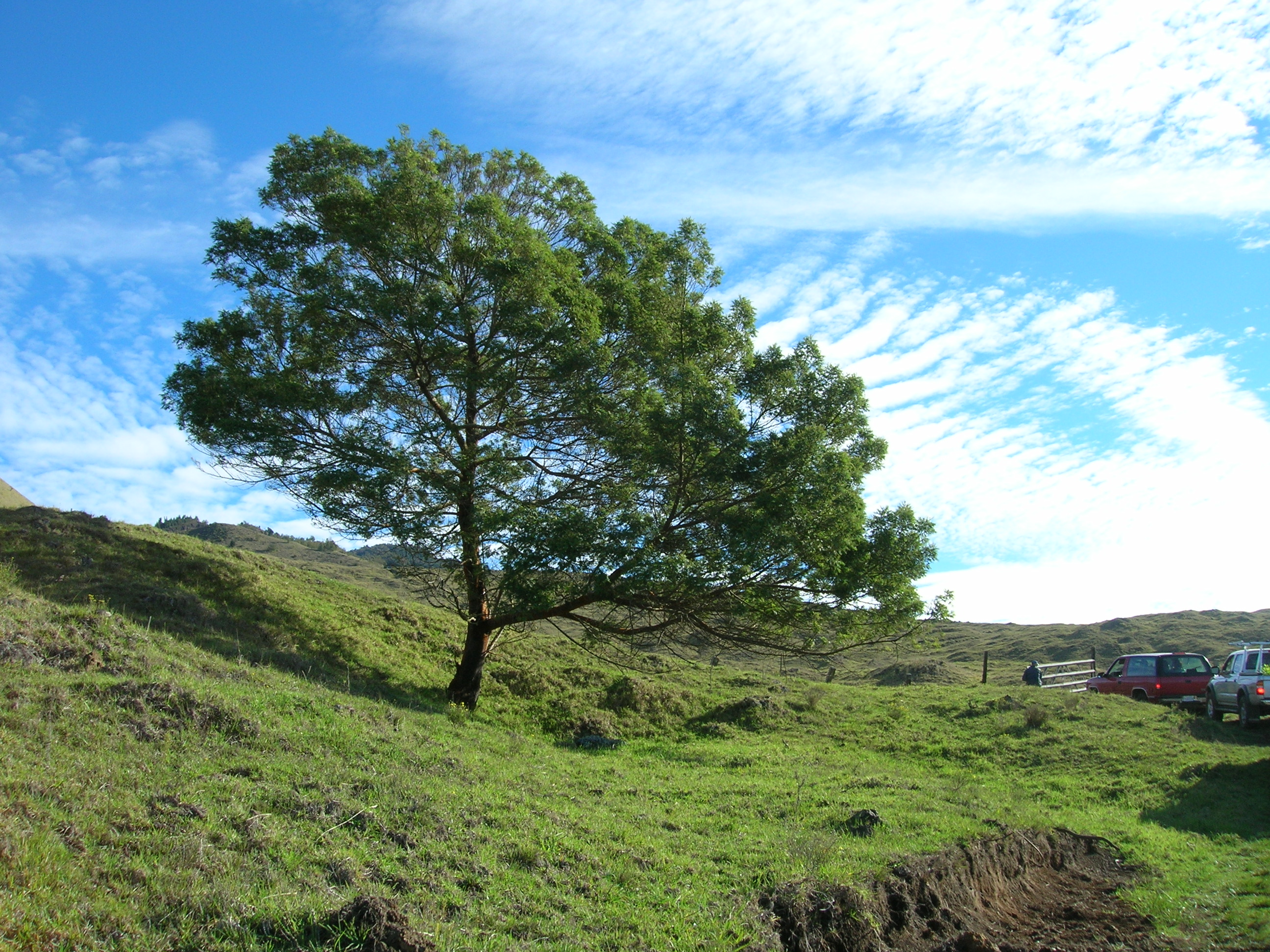
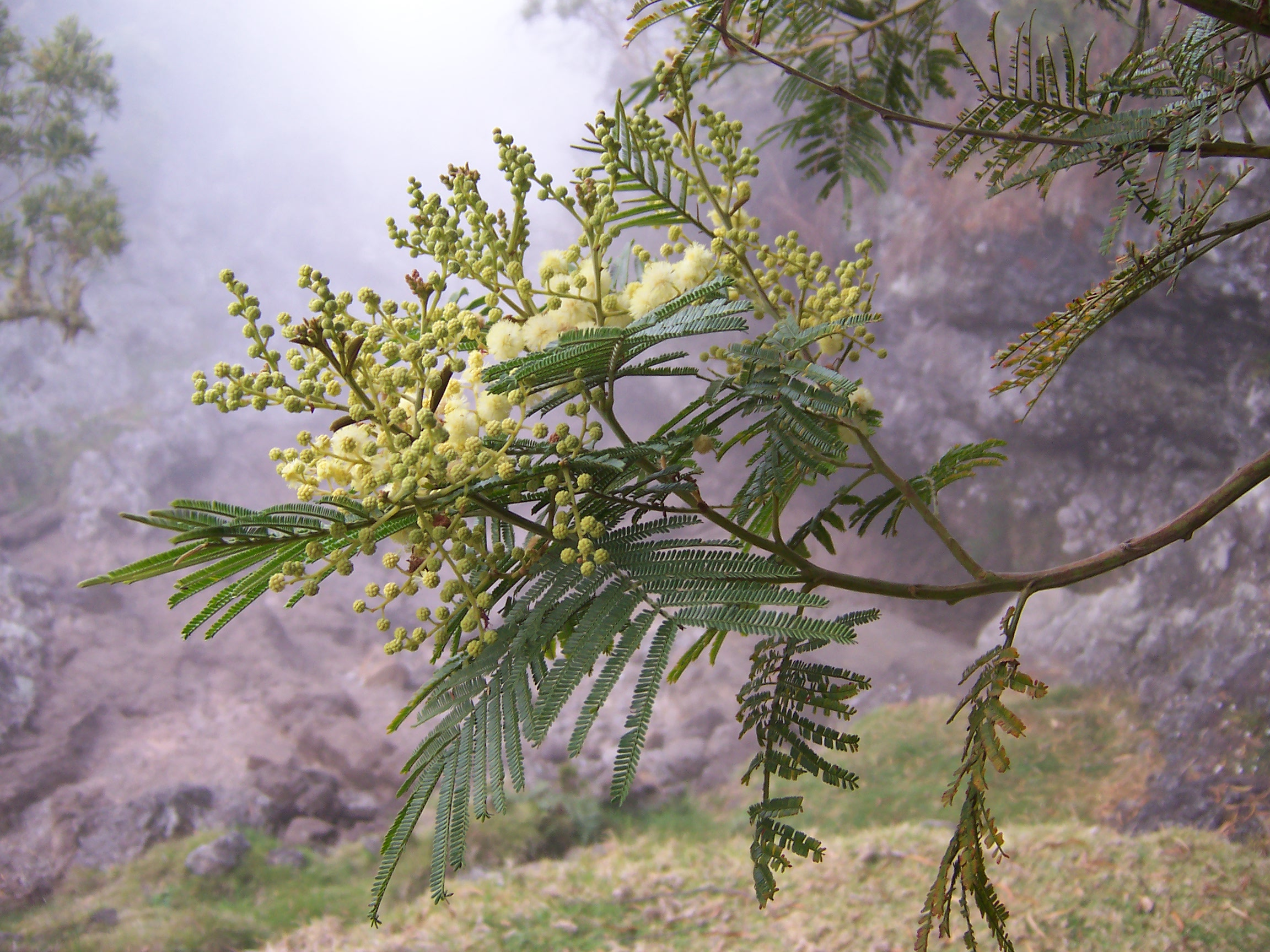
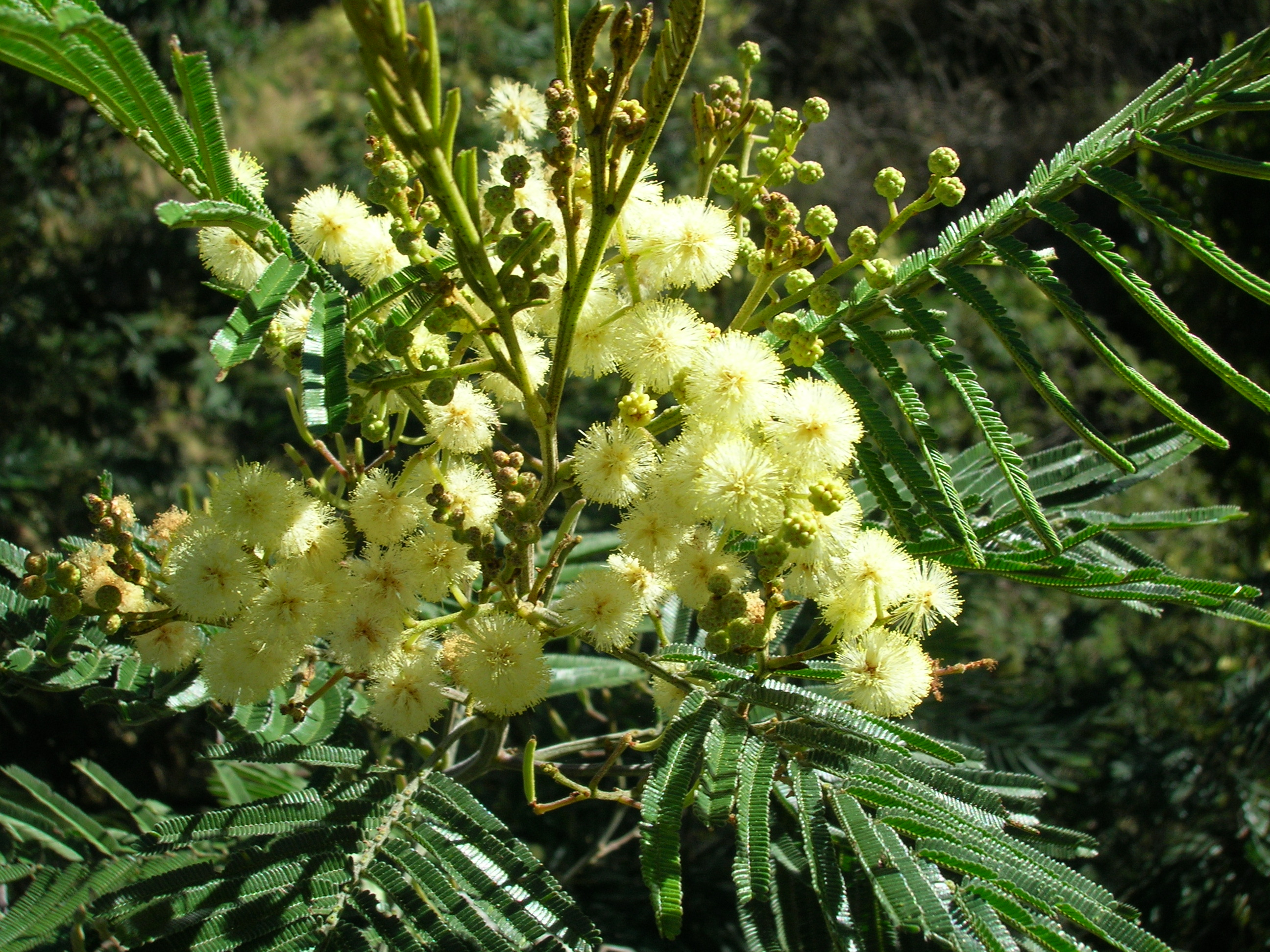
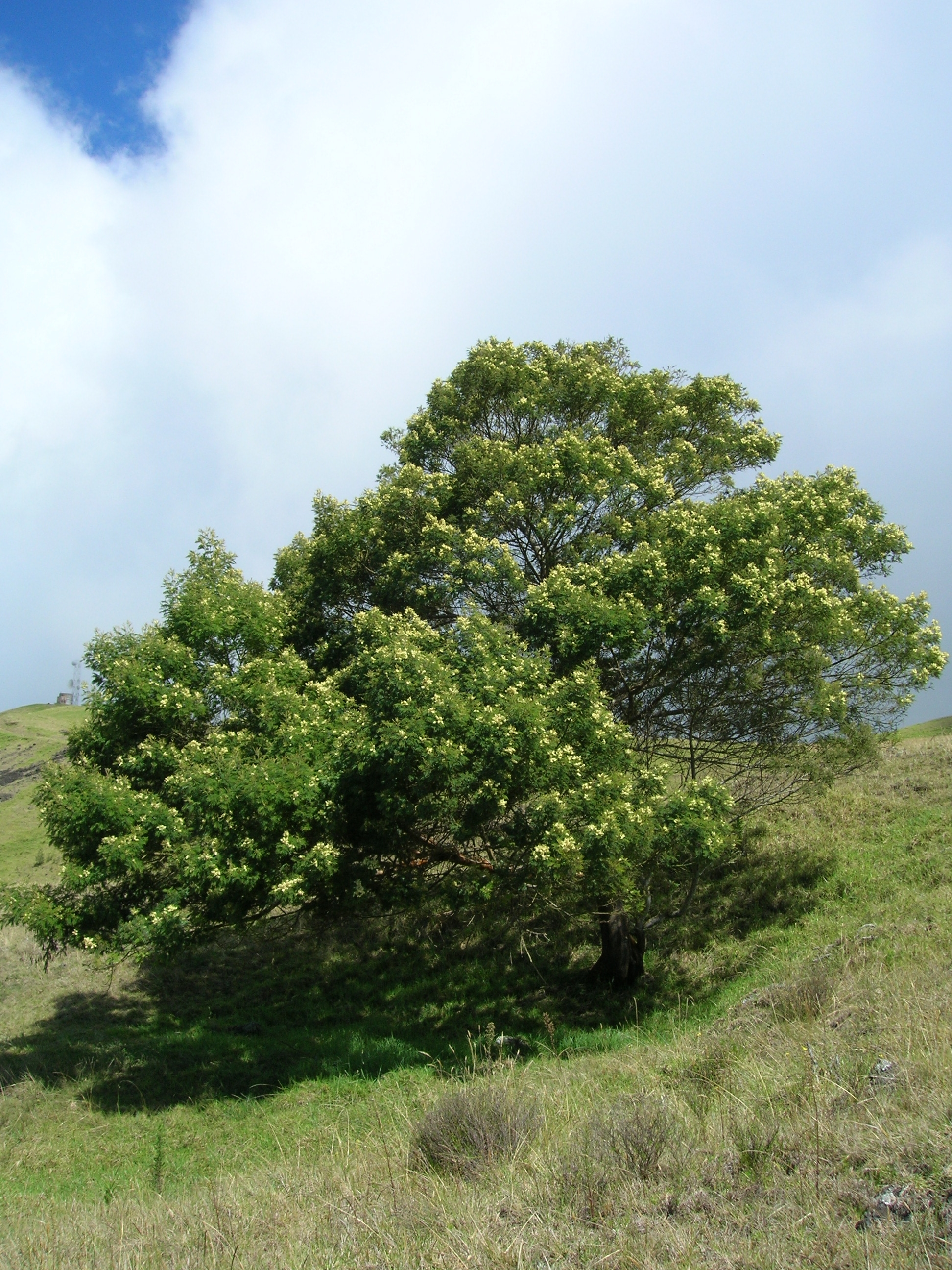